# Hydrofractie
Onder hydrofractie verstaat men het breken van gesteente door het toenemen van de poriëndruk, de druk in het grondwater. Hydrofractie uit zich of in het breken van een gesteente, waarbij aders worden gevormd, of in het geval van ongeconsolideerde gesteenten in ductiele deformatie.

## Principe
In de ondergrond heerst op twee manieren druk: de lithostatische druk als gevolg van de massa van bovenliggende gesteenten en de poriëndruk als gevolg van de bovenliggende grondwaterkolom. De lithostatische druk veroorzaakt een mechanische spanning in het gesteente, die bij andere (bijvoorbeeld tektonische) spanningen wordt opgeteld. De poriëndruk is echter uniform in alle richtingen en heeft tot gevolg dat de cohesie of interne sterkte van het gesteente afneemt.
De spanning waarbij een materiaal breekt wordt gegeven door het Coulomb-criterium:
{\displaystyle \tau =S_{0}+\mu (\sigma _{n}-P_{f})}
Waarbij {\displaystyle \tau } de schuifspanning is en {\displaystyle \sigma _{n}} de normaalspanning. {\displaystyle S_{0}} is de cohesie (of interne sterkte) van het gesteente; {\displaystyle P_{f}} is de poriëndruk. De term tussen haakjes laat zien dat de interne sterkte kleiner wordt als de poriëndruk toeneemt. Als de interne sterkte zo klein wordt, dat aan het criterium wordt voldaan, breekt het materiaal.

## Industriële toepassing
Hydrofractie wordt in de exploratie-industrie gebruikt bij diepe boringen door gesteenten. Door water in de boring te injecteren wordt het gesteente verzwakt waardoor het breekt.